# Bepitherium jordifusalbae
Il bepiterio (Bepitherium jordifusalbae) è un mammifero perissodattilo estinto, appartenente ai paleoteriidi. Visse nell'Eocene inferiore (circa 55 - 49 milioni di anni fa) e i suoi resti fossili sono stati ritrovati in Spagna.

## Descrizione
Questo animale è noto solo per fossili molto parziali del cranio e della dentatura, ed è quindi impossibile ricostruirne fedelmente l'aspetto. Dal raffronto con animali simili ma meglio conosciuti, come Pachynolophus, si può ipotizzare che Bepitherium fosse piuttosto simile a un odierno cefalofo sia come aspetto che come dimensioni. Bepitherium era caratterizzato dalla presenza del primo premolare superiore, dalla presenza di cemento dentario sul lato labiale dei premolari e sul paracono e il metacono dei molari, dalla presenza di uno pseudometalofo a forma di V sul terzo e sul quarto premolare che si estendeva posterolabialmente per poi cambiare traiettoria e divenire trasversale o parallelo rispetto al protolofo. Bepitherium era inoltre caratterizzato dall'assenza delle pieghe del mesostilo e del metacono, mentre il terzo molare superiore era dotato di un cingulum posteriore, di un metastilo e di un parastilo prominenti; i molari, infine, possedevano un protolofo trasverso e un metalofo obliquo. 

## Classificazione
Bepitherium jurdifusalbae venne descritto per la prima volta nel 2004, sulla base di resti fossili ritrovati in Spagna, nella zona di Tarragona, in terreni dell'Eocene inferiore. Bepitherium era un membro arcaico dei paleoteriidi, un gruppo di perissodattili affini agli equidi ma dotati di diverse specializzazioni dentarie; in particolare, Bepitherium apparteneva alla famiglia arcaica dei Pachynolophinae, ma era unico per quanto riguarda la disposizione di cemento dentario nei premolari e nei molari e per la peculiare forma dello pseudometalofo.